# Eduardo Oliveira
Pour les articles homonymes, voir dos Santos.

2023-2024 FC3C gagnant coupe deux sevres
Eduardo Oliveira dos Santos est un footballeur professionnel franco-brésilien né le 28 septembre 1972 à São Paulo, Brésil. Il évoluait au poste de défenseur.

## Biographie

### Début au Brésil
Eduardo Oliveira commence sa formation au SC Corinthians (São Paulo) mais revêt vite un rêve très répandu en Amérique du Sud : devenir un jour joueur professionnel en Europe.

### Débuts difficiles en France
Il arrive en France en 1991 et commence aussitôt les essais, avec notamment le FC Martigues et le RC Strasbourg. Ces essais se révèlent infructueux alors le jeune joueur rejoint lors de la saison 1992-93 deux de ses compatriotes (Everaldo et Mario Sanchez) venant de l'US Corte au FAIRM Ile-Rousse Monticello, évoluant à l'époque en Division 4. Cette signature marque le début de sa carrière sur le vieux continent. Évoluant alternativement avec les juniors en Coupe Gambardella et l'équipe première, il croise notamment Jean-Charles Bastiani, Jean-Christophe Mattei et Jean-Luc Nietto. À la fin de la saison 1993-94, et grâce à son talent, le club est champion de Division 4. Le joueur est alors recontacté par le FC Martigues évoluant en Division 1 qui le fait signer comme stagiaire professionnel. Il ne reste qu'une saison mais il est souvent remplaçant en équipe première. Il rejoint alors le FC Istres où il joue deux saisons en National.

### Le CSSA, le révélateur
Au début de la saison 1997-1998, il signe à Sedan en National. C'est le tournant de sa carrière. Il termine la saison à la seconde place du National et accède à la Division 2 avec ce club. La saison suivante, il fait aussi bien avec, là encore, une seconde place et donc une accession à l'élite en terminant juste derrière l'ASSE qu'il rejoint peu de temps après (1998-1999). 
Le début de la saison suivante est plus délicat, non sélectionné la plupart du temps, il commence à envisager un départ. Cependant, aux environs de la 7e journée, l'entraîneur Patrick Remy recommence à lui accorder sa confiance et il dispute finalement 27 matchs en 1999-2000 et 32 en 2000-2001. Tout semble aller pour le mieux lorsqu'au début de la saison 2001-2002, le CSSA change l'entraîneur Alex Dupont par Henri Stambouli faisant par là-même perdre la place de titulaire à Eduardo. Cette fois-ci, le joueur ne tient plus et demande à être prêté et c'est ainsi qu'il part à l'ASSE rejoindre le corse Frédéric Antonetti.

### Passage en vert
Fousseni Diawara partit à la Coupe d'Afrique des nations de football et Giovanni Bia pas à la hauteur de son palmarès, une place se libère en défense à l'ASSE, alors en D2, lors de ce mercato d'hiver 2001-2002. Les verts trouvent leur défenseur expérimenté en la personne d'Eduardo. Prêté avec option d'achat par le CSSA où il a vécu en 4 ans la montée de National en Division 1, il dispose d'une expérience importante et notamment des joutes rugueuses de la Division 2. Rugueux, il l'est avec notamment 8 cartons jaunes en 1999-2000 et 4 en 2000-2001. De plus, sa motivation est confirmée par le fait qu'il dédaigne la proposition du FC Lorient qui le convoitait également.
Le joueur devient très vite un point charnière de la défense et sa participation permet au club de finir comme meilleur défense des matchs retours en 2002. Dans ces conditions, l'option d'achat ne met pas longtemps à être levé et le joueur devient définitivement stéphanois à partir de juin 2002. Titulaire indiscutable toute la saison 2002-03 (35 matchs joués), il se montre tout de même particulièrement rugueux en prenant notamment 16 cartons jaunes et un rouge. La saison suivante, il est de nouveau expulsé dès le premier match contre La Berrichonne de Châteauroux. Dans ces conditions, le club le prête dès la semaine suivante à l'Uniao Leiria (Portugal) et engage pour le remplacer le castelroussin Laurent Morestin. 

### Brest …
Après son retour du Portugal, il part au Stade brestois 29. Il est laissé libre et sans contrat à la fin de la saison 2006/2007.
Il signe alors Saumur, club de CFA2, pour la saison 2007-2008.
Eduardo Oliveira prend ensuite en main l'équipe U-19 de Thouars qui joue au niveau "Honneur".

## Palmarès
- Finaliste de la Coupe de France en 1999 avec le CS Sedan-Ardennes
- Champion de Division 4 en 1993 avec le FAIRM Ile-Rousse Monticello